# 용진가 (대한민국 국군의 노래)
〈용진가〉는 예관수가 1947년에 작사 작곡한 대한민국 국군의 군가이다.